# 吕西安·戈丹
吕西安·阿方斯·保罗·戈丹（法語：Lucien Alphonse Paul Gaudin，1886年9月27日—1934年9月23日），法国男子击剑运动员。他参加了1920年、1924年和1928年夏季奥运会击剑比赛，共获得4枚金牌和2枚银牌。